# USS Olympia (C-6)
USS Olympia (C-6)/CA-15/CL-15/IX-40 — бронепалубный крейсер военно-морского флота США. Принимал участие в испано-американской войне 1898 г. и Первой мировой войне. Один из последних сохранившихся в мире бронепалубных крейсеров.

## История создания
7 сентября 1888 года Конгресс США в дополнение к принятой ранее кораблестроительной программе одобрил строительство 6 быстроходных крейсеров. Новые американские крейсера должны были стать сильнейшими в своём классе.
Вскоре, однако, военно-морская программа США была вновь пересмотрена в пользу строительства тихоходных броненосных кораблей, и из серии быстроходных крейсеров был заложен только один. Строительство корабля было начато в 1891 году близ Сан-Франциско на верфи Union Iron Works. Значительная часть стоимости крейсера (1 млн. 796 тыс. долларов) была оплачена пожертвованиями Анны В. Дикки, которая 1 апреля 1893 года окрестила его при спуске на воду в честь столицы штата Вашингтон города Олимпии. «Олимпия» стала одним из первых больших современных военных кораблей, построенных на тихоокеанском побережье США, и несколько последующих лет являлась флагманом американской крейсерской эскадры на Тихом океане.

## Конструкция
Корабль имеет стальной гладкопалубный высокобортный корпус с таранным форштевнем. От носового до кормового мостика протяжённая надстройка. Две мачты с боевыми марсами и две дымовые трубы. Двигательная установка состояла из двух вертикальных паровых машин тройного расширения, которые питались 6 огнетрубными паровыми котлами (2 парными и 2 одинарными). Развивая мощность в 13,5 тыс. л. с., 5800-тонная «Олимпия» могла разгоняться до 21,7 узла. Нормальный запас угля составлял 400 т., максимальный — 1080 т. Первоначально предполагалась и возможность идти под парусами, с установкой на мачтах парусного вооружения шхуны. Фактически же «Олимпия» никогда не пользовалась парусами.
Главным артиллерийским вооружением были четыре 203-мм (8-дюймовых) орудия в носовой и кормовой двухорудийных бронированных башнях и десять 127-мм (5-дюймовых) казематных орудий в надстройке. На нос и на корму могли вести огонь два 8-дюймовых и теоретически четыре 5-дюймовых орудия, на каждый борт — четыре 8-дюймовых и пять 5-дюймовых орудий. Дополнительное вооружение составляли четырнадцать 57-мм (6-фунтовых) противоминных скорострельных орудий (10 — на казематной палубе, 4 — на спардеке). Минное вооружение составляли шесть надводных 456-мм торпедных аппарата. Крейсер был защищён выпуклой броневой палубой толщиной от 2 до 4,7 дюйма (на скосах), дополненной вдоль ватерлинии отсеками с целлюлозой и угольными ямами. Вертикальное бронирование ограничивалось башнями и орудийными щитами, а также боевой рубкой толщиной в 4 дюйма.

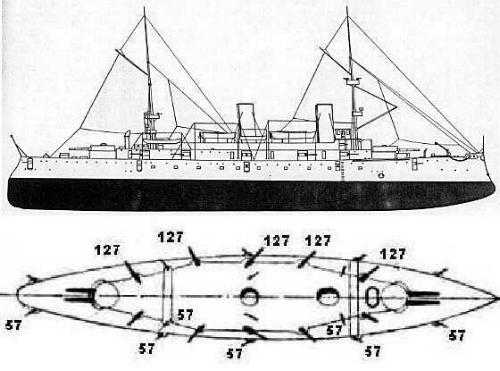
Схема крейсера «Олимпия» с размещением артиллерии

Крейсер совмещал высокую для своего времени скорость и мощное артиллерийское вооружение с башенным размещением орудий главного калибра (что сближало «Олимпию» с классом броненосных крейсеров).

## Служба
После вступления в строй «Олимпия» несла службу в составе т. н. «Азиатской эскадры» на Дальнем Востоке, курсируя между портами Китая и Японии. Перед началом испано-американской войны 1898 года «Олимпия» под флагом коммодора Джорджа Дьюи совершила переход из Иокогамы в Гонконг, где собрались корабли Азиатской эскадры (4 крейсера, 2 канонерки, 3 вспомогательных судна).
Как флагманский корабль Дьюи «Олимпия» приняла участие в сражении в Манильской бухте (битва при Кавите) 1 мая 1898 года, которое закончилось полным уничтожением испанской Филиппинской эскадры. Фактически сражение вылилось в расстрел двигавшимися галсами в кильватерном строе американцами стоявших на якорях у берега испанских судов (некоторые — с недействующими машинами и снятой артиллерией).

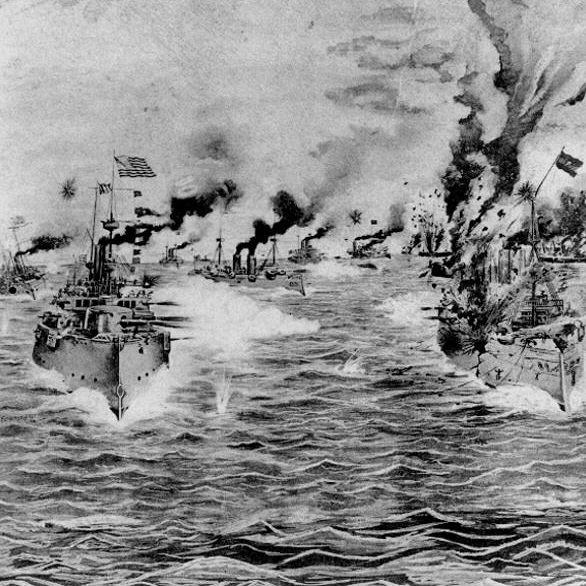
Бой «Олимпии» и «Рейны Кристины». Рисунок из журнала того времени

Испанцы единственный раз попытались перейти к активным действиям, когда их флагманский корабль «Рейна Кристина» (3600 т., шесть 160-мм орудий, без брони) двинулся навстречу «Олимпии», возможно, пытаясь совершить таран. «Олимпия» за короткое время нанесла атакующей «Рейне Кристине» тяжелейшие повреждения, заставив испанский флагман повернуть к берегу, где он и затонул.
После победы над испанской эскадрой «Олимпия» оставалась в Манильской бухте, блокируя с моря Манилу, которую почти до конца войны удерживал испанский гарнизон. В мае американцам пришлось противостоять демонстративному визиту в Манильскую бухту германской крейсерской эскадры. В бухту также явились английские, французские и японские крейсера, защищавшие интересы своих стран. В сравнении с небольшими крейсерами европейских стран и даже японской «Мацусимой» с единственным 12,5 дюймовым орудием американская «Олимпия» с четырьмя крупнокалиберными орудиями в двухорудийных башнях смотрелась весьма внушительно. Однако когда были получены сведения о том, что испанцы отправили в сторону Филиппин свой единственный броненосец «Пелайо» и современный крейсер «Карл V», Дьюи со своими крейсерами готов был покинуть Манильскую бухту и дать бой только после подхода американских мониторов. Однако испанская броненосная эскадра дошла только до Суэца.
После окончания войны с Испанией «Олимпия» совершила в 1899 году переход через Индийский океан, Средиземноморье и Атлантику в Нью-Йорк, где адмиралу Дьюи и его крейсеру устроили 26 сентября торжественную встречу. В 1899—1902 гг. «Олимпия» прошла перестройку со снятием торпедных аппаратов (под впечатлением их взрывов на испанских крейсерах в Сантьяго). В 1902—1904 годах несла службу в Карибском море — на Кубе и в Панаме. В 1904 году направлена в Средиземноморье, совершила визит в Турцию, но в конце того же года возвращена в Вест-Индию.
С 1906 года учебный корабль. Совершала плавания с гардемаринами в Атлантике.
В 1910 году с «Олимпии» были сняты башни главного калибра, заменённые носовым и кормовым 127-мм орудиями.
В марте 1912 года списана в резерв, разоружена и превращена в плавучий склад при торпедной базе в Чарлстоне (Южная Каролина).
В 1916 году в связи с нарастанием угрозы нападения немецких подводных лодок в первую мировую войну «Олимпия» была выведена из резерва и вооружена десятью 127-мм/51 орудиями. Стала флагманом Патрульных сил Атлантического флота. Сопровождала конвои через Атлантику. В мае 1918 года входила в эскадру союзных сил, посланных в Мурманск, приняв, таким образом, участие в иностранной интервенции во время гражданской войны в России. Экипаж «Олимпии» выделил людей в состав англо-франко-американского десанта, занявшего город, а также для комплектования команд захваченных русских миноносцев «Капитан Юрасовский» и «Бесшумный». 6 августа 1918 года матросы с крейсера "Олимпия" приняли участие в бою у станции Тундра, тем самым они первыми из военных США вступили в бой с войсками РККА. 25 матросов во главе с энсином Дональдом Хиксом участвовала в боях на Двинском направлении. В 1919 году «Олимпия» действовала на Средиземном и Чёрном морях, в том же году вернулась в США, но в 1920—1921 годах ещё дважды совершала плавания в европейские воды.
После переклассификации 1920 года присвоено обозначение CA-15, в 1921 году CL-15. В ноябре доставила в США из Франции прах американского Неизвестного солдата. Американский флот вновь устроил «Олимпии» торжественную встречу.
В 1922 году использовалась как учебное судно; 9 декабря того же года была выведена из активного состава. Сохранялась как военная реликвия. В 1931 году присвоено обозначение IX-40.

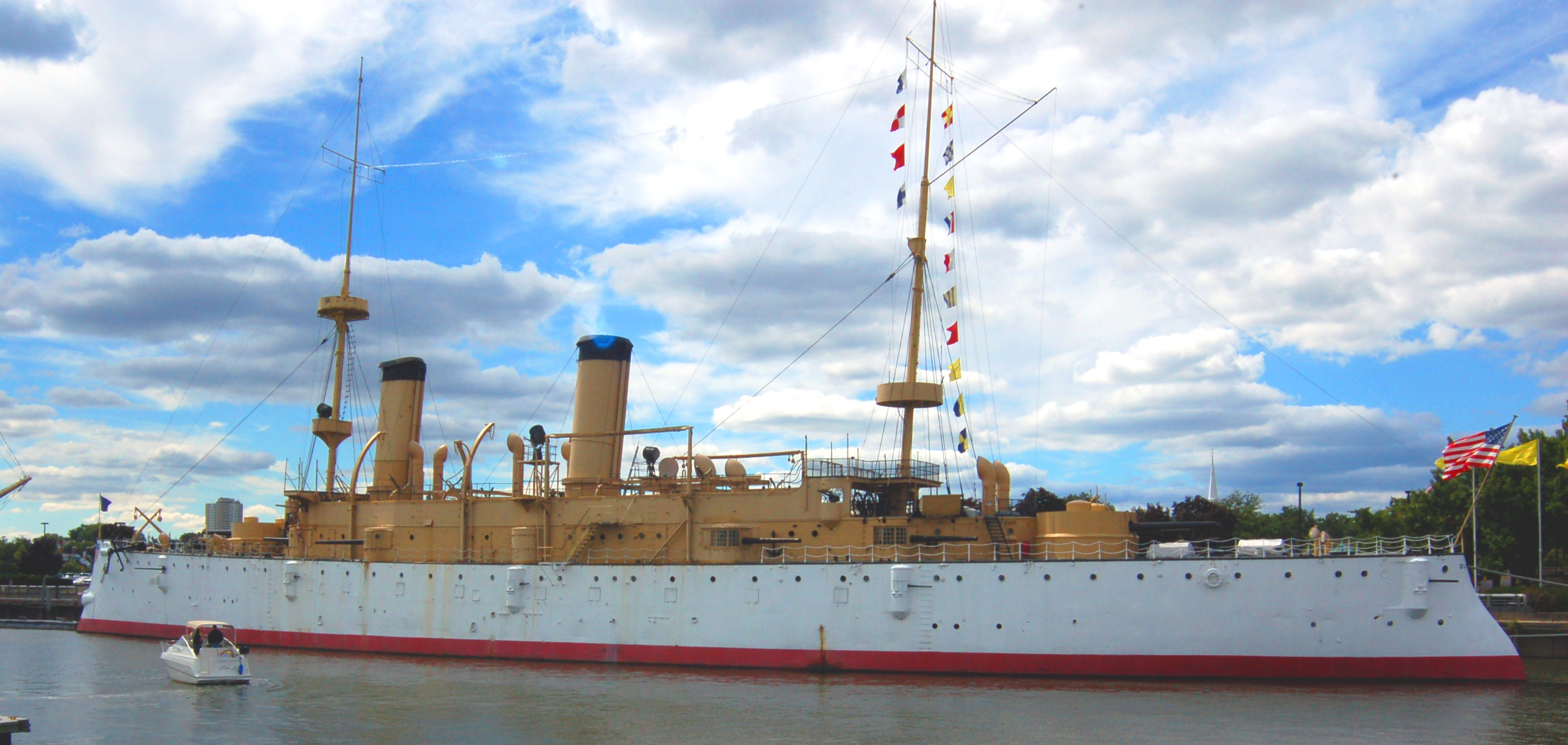
Крейсер «Олимпия» на мемориальной стоянке

В 1957 году превращена в корабль-музей с восстановлением первоначального облика. Находится на мемориальной стоянке в Филадельфии. С 1996 года экспонат военно-морского музея Independence Seaport Museum.

## Современное состояние
Начиная с 2000 года всё острее поднимался вопрос о сохранности корабля — памятника военно-морской истории США и одного из последних оставшихся в мире бронепалубных крейсеров. В феврале 2010 года администрация музея объявила, что «Олимпии» необходим срочный дорогостоящий ремонт корпуса с помещением в док, на который у музея не было средств. Без ответа остались и обращения за финансовой помощью к спонсорам.
В 2015 году на восстановление корпуса корабля были выданы несколько крупных грантов, включая 169 850 долларов по Программе морского наследия (National Park Service’s Maritime Heritage Program). В апреле-августе 2015 был произведён восстановительный ремонт наиболее пострадавших от коррозии секций обшивки борта в районе ватерлинии — листы обшивки зачищались до голого металла и обработаны эпоксидным антикоррозийным составом с последующей окраской. В 2017 году была произведена замена повреждённых коррозией трапов, улучшившая экскурсионную доступность корабля, восстановлены сигнальный мостик, стеклянные световые купола над адмиральским и капитанским помещениями, установлены реплики оригинальной мебели в помещениях для команды.
В 2017 году музей начал кампанию по сбору средств на дальнейшую реставрацию корабля с целевой суммой в 20 млн долларов. На эти деньги планируется поместить корабль в сухой док для полного ремонта корпуса. Кроме того, кампания имеет целью привлечение внимания общественности к исторической значимости корабля.